# Tresa (film)
Tresa è un film muto italiano del 1915 diretto da Emilio Ghione

## Trama
In Sicilia, la giovane popolana Tresa è sedotta dal giovane nobile don Luigino, che poi l'abbandona. Per questo viene allontanata dalla famiglia e l'unico che la soccorre e si prende cura di lei è il malvivente Totò Malacondotta, che se ne innamora e le propone di emigrare insieme in America per rifarsi una vita. Tresa, anche se ancora infatuata di don Luigino, accetta, ma prima della partenza vuol incontrare un'ultima volta il suo seduttore. Costui la maltratta e la insulta ed allora Totò interviene e lo uccide.

## Produzione
Tresa si segnala per essere stato il primo film prodotto dalla "Tiber Film" poco dopo la sua costituzione, avvenuta nella seconda metà del 1914, ed anche il primo diretto ed interpretato per questa azienda da Emilio Ghione, proveniente dalla "Caesar" nell'ambito di un'accesa rivalità che aveva visto le due aziende dapprima scontrarsi per il contratto della Bertini e poi avviare la produzione contemporanea di due edizioni concorrenti della Signora delle camelie, con polemiche e strascichi giudiziari.

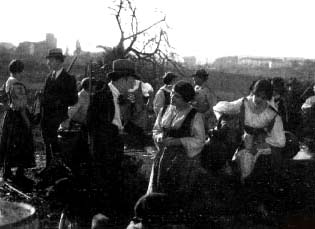
Fotogramma del film

La pellicola fu tratta da un lavoro del drammaturgo siciliano Carlo Broggi Zampa e venne girata negli stabilimenti della "Tiber", dove poi verranno realizzate tutte le pellicole che le consentiranno di diventare per tutti gli anni dieci, anche durante il periodo bellico, una delle principali aziende cinematografiche italiane.
Secondo una fonte del tempo tali impianti si trovavano nella Villa Sacchetti, in adiacenze della Villa Borghese, nell'area di Valle Giulia con un'estensione di 40.000 mq e la disponibilità di un edificio di 3 piani, con magazzini ed altre considerevoli attrezzature.

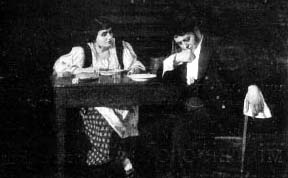
Fernanda Battiferri + Alberto Collo

La effettiva attivazione del complesso produttivo avvenne all'inizio del 1915 e questa prima opera che vi venne girata fu terminata nella primavera (visto di censura del 9 aprile) e distribuita a partire da giugno. Il film è oggi considerato perduto.

## Accoglienza
Tresa ricevette nei commenti del tempo giudizi molto contrastanti, in parte condizionati dall'origine degli osservatori. Da un lato vi fu chi lo descrisse «lavoro semplice quant'altri mai, ma così ben condotto e sano che nel nulla di nuovo di cui è impostato lascia a molta distanza quei polpettoni novissimi e sta fra questi come un buon pan da tavola sta ad una polenta di crusca per il pollame [per cui] in questo Tresa il critico ci si ritrova e vede, sente, la vita della gente che gli passa davanti».
Secondo un altro commento, invece, «il dramma ideato da Zampa ha perduto, ridotto sul bianco schermo, non poco del suo effetto psicologico e più che riuscire commovente com'era nelle intenzioni dell'autore, ne è uscito ridicolo perché inverosimile e faceva a pugni col vero sentimento siciliano: il pubblico nella tribuna si è abbandonato alla più schietta ilarità e quello della platea ha soffocato un prolungato mormorio di protesta».